# Slov'jans'k
Slov'jans'k (in ucraino Слов'янськ? pronuncia /sɫɔˈʋjanʲsʲk/ ; in russo Славянск?, Slavjansk) è una città dell'Ucraina orientale sita nel distretto di Kramators'k nell'oblast' di Donec'k. Ospita l'amministrazione della comunità territoriale di Slov'jans'k, una delle comunità territoriali dell'Ucraina. Nel 2022 aveva una popolazione di 105 141 abitanti, scesi a 56 370 unità nel 2024.
Fino al 18 luglio 2020 Slov'jans'k era classificata come città di rilevanza regionale, costituiva un comune autonomo e fungeva da centro amministrativo del Distretto di Slov'jans'k sebbene non appartenesse al distretto. Nell'ambito della riforma amministrativa dell'Ucraina, che ha ridotto a otto il numero dei distretti dell'Oblast' di Donec'k,la città è entrata a far parte del distretto di Kramators'k.

## Geografia fisica
La città è situata nella parte settentrionale dell'oblast' di Donec'k, nella valle del Kazennyj Torec', ed è costellata di piccoli laghi salati di origine carsica, tra cui figurano lo Slipne, il Ropne e il Vejsove, che dal 1975 sono protetti come monumenti naturali idrologici di rilevanza nazionale.
Il punto più alto della città è la collina Karačun.

## Origini del nome
Il toponimo originario Tor (in ucraino Тор?) derivava dal nome dell'omonimo fiume (poi ridenominato in Kazennyj Torec') che richiamava la presenza della tribù dei Torki (Turchi Oghuz).
Nel 1784 fu adottato il toponimo di Slovens'k, in onore dei popoli slavi nell'ambito di una politica di panslavismo portata avanti dall'Impero russo. Sotto il dominio russo e poi sovietico il nome della città è stato riportato in diverse forme (Solevans'k, Slavjansk, Slav'jans'k, Slavens'k, Slav'jans'k toščo) mentre a partire dagli anni 1920 si afferma il toponimo di Slovjans'ke in russo e di Slov'jans'k in ucraino.

## Storia
La città fu fondata nel 1645 dallo zar russo Alessio Michajlovič con la costruzione di una fortezza per fermare le incursioni dei tatari. Successivamente nel 1676 fu costruita la fortezza di Tor, attorno alla quale la cittadina crebbe nei secoli successivi. Slov"jans'k era conosciuta principalmente per il commercio del sale, che fu un'importante componente dell'industria locale.
Nel 1784 la città entrò a far parte del governatorato di Char'kov, e prese il nome attuale di Slov'jans'k (a volte traslitterato come Sloviansk).
Nell'aprile del 1918 entrò a far parte della Repubblica Popolare Ucraina.
Nel 1941, durante la seconda guerra mondiale, la città fu conquistata dai nazisti e poi riconquistata dall'Armata rossa il 6 settembre 1943.

### Guerra nel 2014
Il territorio della città è stato coinvolto nella guerra del Donbass e ha fatto parte temporaneamente dell'autoproclamata Repubblica Popolare di Donec'k.
Il 12 aprile 2014 alcuni uomini a volto coperto occuparono il municipio, la centrale della polizia e l'ufficio locale dei servizi segreti ucraini, con un atto definito terroristico dal ministro dell'interno ucraino Arsen Avakov.
I ribelli furono successivamente sconfitti e si ritirarono verso Donec'k.